# Czech Airlines
Чеські авіалінії, акціонерне товариство (чеськ. České aerolinie a.s., офіційна абревіатура чеськ. ČSA a.s., раніше CSA; дослівний переклад, неофіційна назва англ. Czech Airlines) - чеська авіакомпанія з головною базою на Летовиську Вацлава Гавела в чеській Празі та юридичною адресою в Празі 6. Є співзасновником Міжнародної асоціації повітряного транспорту ІАТА та від 2001 року є також членом глобального альянсу авіаційних компаній SkyTeam. Компанія виконує рейси по Європі, Близькому Сходу та Азії. Також здійснює чартерні рейси і вантажні перевезення. 

## Власники та керівництво
З моменту розділення Чехословацьких авіаліній в листопаді 1991 року на головних осадах перебувало 11 директорів:
| Термін повноважень            | ІП                                        |
| ----------------------------- | ----------------------------------------- |
| листопад 1990 - квітень 1992  | Олдржіх Гураін                            |
| червень 1992 - грудень 1993   | Їржі Фікер (президент)                    |
| серпень 1992 - лютий 1994     | Ґеорґес Вейдовський (виконавчий директор) |
| грудень 1993 - серпень 1999   | Антонін Якубше                            |
| вересень 1999 - грудень 2003  | Мирослав Кула                             |
| січень 2004 - січень 2006     | Ярослав Тврдік                            |
| лютий 2006 - жовтень 2009     | Радомир Лашак                             |
| жовтень 2009 - жовтень 2011   | Мирослав Дворжак                          |
| листопад 2011 - вересень 2014 | Філіпп Морільс                            |
| вересень 2014 - жовтень 2018  | Йосип Сінчак                              |
| листопад 2018 – дотепер       | Петро Кудела                              |

## Історія
Акціонерне товариство "Чеські авіалінії" заснована в жовтні 1923 чехословацьким урядом як державне підприємство національного значення. За місяць був виконаний перший рейс з Праги до Братислави біпланом Aero A-14.
До 18 листопада 1994 носила назву акціонерне товариство "Чехословацькі авіалінії" (чеськ. Československé aerolinie a.s.), звідки і взялося скорочення ČSA на логотипі компанії. У 1929 році компанія стала членом Міжнародної асоціації повітряного транспорту. Спочатку рейси виконувалися тільки в межах Чехословаччини. Перший міжнародний рейс був виконаний в 1930 році в Загреб, згодом було відкрито регулярне сполучення з Рієкою і Дубровником. 11 вересня 1933 існує регулярний маршрут Прага — Бухарест, а у вересні 1936 авіакомпанія з'єднала Прагу з Москвою (аеропорт Шереметьєво). У 1938 році почали діяти регулярні рейси в Париж, Рим, Будапешт і Брюссель.
У квітні 1937 офіс авіакомпанії перемістився з летище в Кбелах (нині Прага) на празьке летище в районі Рузіне. З цього ж року пасажирів у літаках стали обслуговувати стюарди.
Під час Другої світової війни цивільне сполучення Чехословацьких авіаліній не виконувалося. Флот компанії був переданий німецькій авіакомпанії Lufthansa. Після війни знову почали виконуватися національні рейси. У 1946 році авіакомпанія купила декілька американських військових літаків Douglas DC-3, який на заводах "Avia" були перероблені під цивільний варіант про 21 пасажирів. Поступово відкривалися і міжнародні лінії.
У листопаді 1957 в празькому летищі "Рузіне" приземлився перший реактивний пасажирський літак Ту-104. Після 1960 року компанія почала використовувати літаки Іл-62. У 1962 році, був виконаний перший трансатлантичний переліт з Праги до Гавани на чотиримоторному турбогвинтовому "Bristol Britannia", який було орендовано в кубинській авіакомпанії "Cubana".
У 2000 році Акціонерне товариство "Чеські авіалінії" почало продаж квитків через світову мережу Інтернет і припинила експлуатацію пасажирських літаків радянського виробництва. У березні 2001 року вступає до глобального альянсу авіаційних компаній "SkyTeam".

### Приватизація

#### Перша хвиля
У 2009 році проводилася приватизація 91,5% акцій авіакомпанії. Відповідно до критеріїв ЄС, претендентом може бути тільки компанія, яка має мінімум 51% капіталу з країн ЄС. На першій стадії в тендері брали участь чотири компанії:
- Air France-KLM
- Darofan (дочірня компанія «Аерофлоту»)
- Консорціум Unimex Group і Travel Service
- Odien Group

20 квітня 2009 було оголошено про те, що в другу стадію пройшли тільки 2 претенденти: Air France-KLM і консорціум Unimex Group і Travel Service. 19 серпня 2009 Air France-KLM відмовилися продовжувати участь у тендері з економічних причин.
26 жовтня 2009 уряд Чехії вирішив не продавати авіакомпанію єдиному претенденту.
У травні 2010 року колишнє державне Акціонерне товариство "Чеський Аероголдінґ" (чеськ. Český Aeroholding, a.s.) збільшує свою частку в компанії з 91,75% до 95,69%. Рештою акціонерів була мерія міста Прага (1,53%, 16068 акцій) і Братислава, а також Акціонерне товариство "Чеська страхова компанія" (чеськ. Česká pojišťovna, a.s.).

#### Друга хвиля
У листопаді 2012 року уряд Чехії оголосив рішення про продаж 50 % акцій. Таке рішення дозволяє брати участь у приватизації компаніям не тільки з Євросоюзу. Названо 4 основних претенденти:
- Air France-KLM
- Etihad Airways
- Korean Air
- Turkish Airlines

13 березня 2013 уряд Чехії схвалив єдину пропозицію про придбання частки в авіакомпанії від "Korean Air", яка запропонувала 67,5 млн крон за частку в розмірі 44 %. 10 квітня відбулося підписання договору про продаж 44 % акцій Чеських авіаліній компанії "Korean Air".
У початку 2013 року авіакомпанія оголосила про припинення експлуатації повітряних суден моделі Boeing 737, мотивувавши своє рішення віком ВС і збільшеними витратами на їх експлуатацію. Флот авіакомпанії в підсумку скоротився на 5 одиниць.
У 2013 році акціонерне товариство "Чеські авіалінії" перестало експлуатувати обидва Airbus A321. Але флот практично відразу поповнився Airbus A330-300 з бортовим номером OK-YBA. Це судно знаходиться в лізингу і належить "Korean Air".

## Флот
Флот Чеських авіаліній складається з 17 літаків:
| Модель      | Кількість |
| ----------- | --------- |
| Airbus A319 | 8         |
| ATR 42      | 3         |
| ATR 72      | 5         |
| Airbus A330 | 1         |
| Всього      | 17        |